# Giovanni Mercati
Giovanni Mercati, né le 17 décembre 1866 à  la Villa Gaida à Reggio d'Émilie en Émilie-Romagne, Italie, et mort le 23 août 1957 au Vatican, est un cardinal italien du XXe siècle.

## Biographie
Giovanni Mercati naît à Villa Gaida qui fait partie de Reggio d'Émilie, au sein d'une famille bourgeoise cultivée et pieuse. Son père Domenico est vétérinaire et abrite dans sa propre demeure une grande partie de la bibliothèque du couvent de la Madonna dell’Olmo fermé par les autorités en 1859. Les études de Giovanni Mercati sont également favorisées par un oncle paternel, Giuseppe Mercati, curé de Roteglia qui accueille pendant les grandes vacances des garçons doués et méritants pour les faire étudier dans son presbytère. Ses frères cadets Angelo (né en 1870) et Giuseppe (né en 1877) excellent aussi dans leurs études.
Après son ordination sacerdotale en la cathédrale de Reggio d'Émilie le 21 septembre 1889, il est envoyé à Rome étudier à l'Université grégorienne, où il est diplômé en théologie en 1891. Avec son frère Angelo qui est aussi à Rome, il se consacre aux études bibliques et à l'archéologie chrétienne et fréquente en particulier l'Académie des conférences historico-juridiques animées par Giovanni Battista de Rossi. Il effectue son service militaire en tant que soldat du service de santé à Florence en 1891-1892. L'année scolaire suivante, il est enseignant de matières littéraires au séminaire de Reggio d'Émilie (1892-1893). Il publie pendant cette période deux travaux scientifiques, qui attirent l'attention du préfet Antonio Maria Ceriani qui le nomme «docteur» de la Bibliothèque ambrosienne (9 octobre 1893).
À l'Ambrosienne, il tisse des liens d'amitié avec Achille Ratti (qui sera élu pape en 1922 sous le nom de Pie XI). Parmi ses travaux, l'on peut noter la découverte de fragments des Hexaples d'Origène sur les Psaumes dans le manuscrit palimpseste Ambrosiano O 39 sup.. Il collabore avec Salvatore Minocchi et Giuseppe Toniolo. Le 4 avril 1898, il est nommé à la Bibliothèque apostolique vaticane comme «scriptor» pour la langue grecque; il est fait prélat de Sa Sainteté en août 1904. Il devient préfet de la Bibliothèque vaticane en 1919. Il s'intéresse aussi à la littérature et à la théologie byzantine à l'histoire des bibliothèques et en particulier à celle de la Bibliothèque vaticane. C'est un adversaire farouche des théories racistes théorisées à la fin du XIXe siècle et des idées du national-socialisme. Mgr Mercati donne refuge à des savants juifs ou d'origine israélite. Il résigne son poste à la Bibliothèque vaticane en 1930 et il est remplacé par son assistant, Eugène Tisserant. Le 15 juin 1936, le pape Pie XI l'élève au rang de cardinal et le nomme bibliothécaire et archiviste de la Sainte Église, succédant au cardinal Franziskus Ehrle. Il travaille alors aux côtés de son frère Angelo, préfet (c'est-à-dire numéro deux) des Archives secrètes du Vatican. Il fait une déclaration contre les totalitarismes qui menacent l'Europe, le 17 juin 1936. Elle lui coûte son siège à l'Académie d'Italie.
Il participe au conclave de 1939, à l'issue duquel Pie XII est élu.  C'était un auteur prolifique et un grand humaniste. Plusieurs le considèrent comme le prélat le plus cultivé du siècle passé. Il est enterré à l'église San Giorgio in Velabro.